# رومانو فوليي
رومانو فوليي (بالإيطالية: Romano Fogli)‏ (مواليد 21 يناير 1938) هو لاعب كرة قدم. لعب مع منتخب إيطاليا لكرة القدم. سبق له أن لعب في كأس العالم لكرة القدم مع منتخب بلاده.

## روابط خارجية
- رومانو فوليي على موقع الاتحاد الدولي (مؤرشف)  (الإنجليزية)
- رومانو فوليي على موقع الاتحاد الأوربي (الإنجليزية)
- رومانو فوليي على موقع قاعدة بيانات كرة القدم.إي يو (الإنجليزية)
- رومانو فوليي على موقع ناشيونال فوتبول تيمز (الإنجليزية)
- رومانو فوليي على موقع Soccerway.com (الإنجليزية)
- رومانو فوليي على موقع عالم كرة القدم.نت (الإنجليزية)